# 萬尼希山

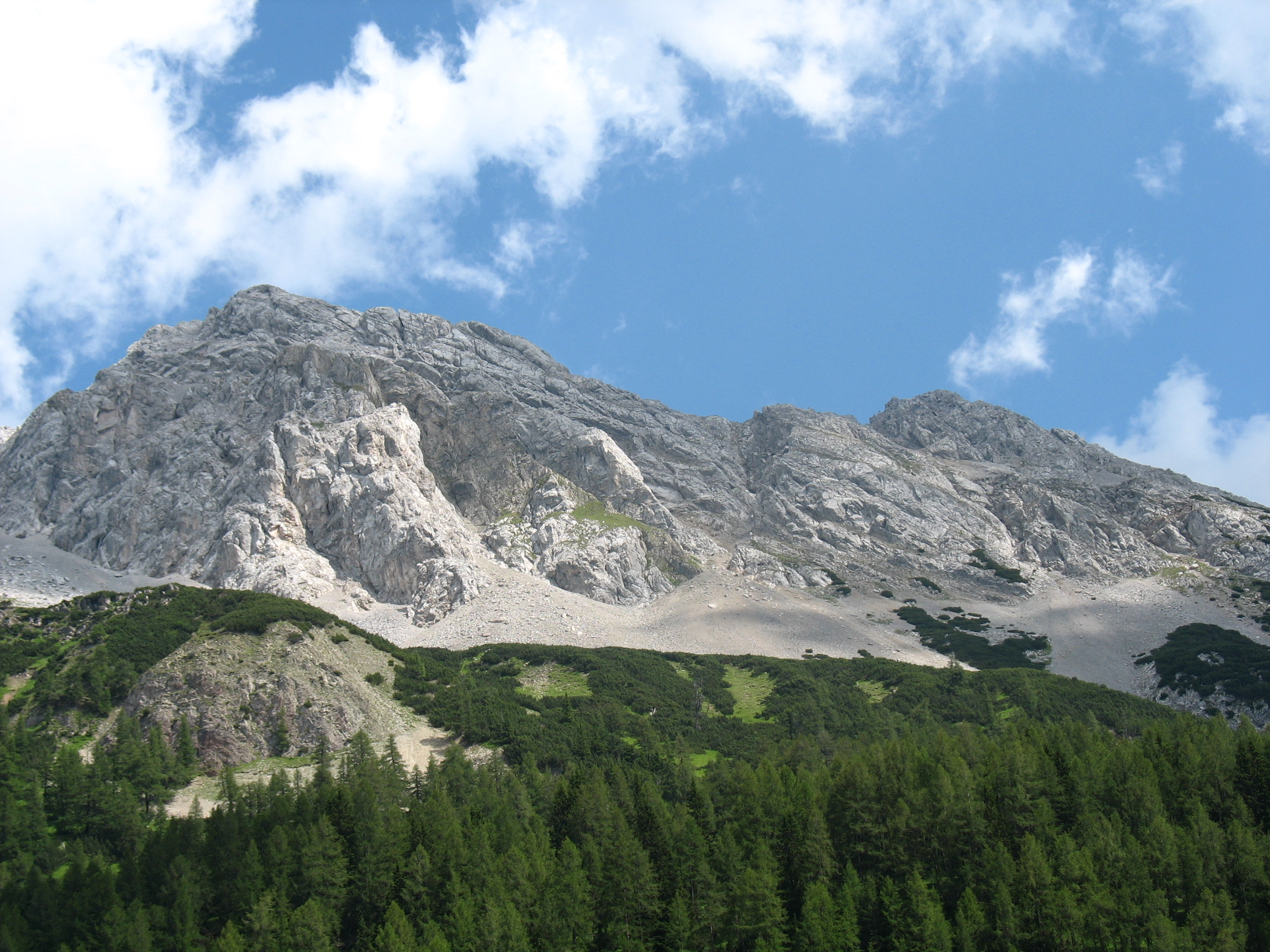

萬尼希山（德語：Wannig），是奧地利的山峰，位於該國中部，由薩爾茨堡州負責管轄，屬於米耶明山脈的一部分，海拔高度2,493米，每年平均降雨量1,698毫米，人類在1894年8月28日首次登頂。